# Ksar El Abtal
Ksar El Abtal là một đô thị thuộc tỉnh Sétif, Algérie. Dân số thời điểm năm 2002 là 20.667 người.